# Dianthidium anophrys
Dianthidium anophrys är en biart som beskrevs av griswold, Michener och > 1988. Dianthidium anophrys ingår i släktet Dianthidium och familjen buksamlarbin. Inga underarter finns listade i Catalogue of Life.